# Thecla muela
Thecla muela är en fjärilsart som beskrevs av Dyar 1913. Thecla muela ingår i släktet Thecla och familjen juvelvingar. Inga underarter finns listade i Catalogue of Life.